# Asediul Niceeii

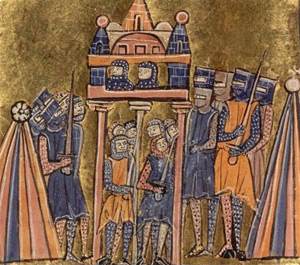
Asediul Niceeii, reprezentare medievală.

Asediul Niceeii a avut loc între 14 mai și 19 iunie 1097, în timpul Primei cruciade.

## Contextul
Niceea, oraș situat pe malul răsăritean al lacului cu același nume, fusese capturată de la Imperiul Bizantin de către turcii selgiucizi în anul 1081, constituind capitala Sultanatului selgiucid de Rum. În 1096, participanții la Cruciada săracilor, reprezentând faza inițială a Primei cruciade, au prădat împrejurimile orașului, înainte de a fi înfrânți categoric de către turci. Ca urmare, sultanul selgiucid Kilij Arslan I a considerat că cel de al doilea val al cruciaților nu ar fi reprezentat vreo amenințare. El și-a lăsat familia și tezaurul în Niceea și a pornit spre răsărit, pentru a lupta împotriva statului danișmenid pentru controlul asupra orașului fortificat Malatya (Melitene).

## Asediul cruciat
Participanții la cruciada baronilor au început să părăsească Constantinopolul la sfârșitul lunii aprilie 1097. Godefroy de Bouillon a fost primul dintre ei care a ajuns la Niceea, urmat imediat de Bohemund de Tarent, de nepotul acestuia Tancred, de Raimond al IV-lea de Toulouse (Saint-Gilles) și de Robert al II-lea de Flandra, alături de care se afla Pierre l'Ermite și câțiva dintre supraviețuitorii din expediția anterioară (Cruciada săracilor), ca și o mică forță bizantină sub comanda lui Manuel Boutoumites. Ei au ajuns sub zidurile cetății la 6 mai, extenuați de pe urma lipsei de hrană, însă această problemă a fost rezolvată atunci când Bohemund de Tarent a asigurat aducerea acesteia pe uscat și pe mare. Cruciații au început asediul Niceei din 14 mai, distribuindu-și forțele pe diferitele secțiuni ale zidurilor, caer erau apărate de 200 de turnuri. Bohemund și-a așezat tabăra în partea nordică a orașului, Godefroy în cea răsăriteană, iar Raymond de Saint-Gilles și episcopul Adhemar de Monteil în sud.

## Înfrângerea lui Kilij Arslan
În data de 16 mai, apărătorii turci ai garnizoanei au coborât de pe ziduri pentru a-i ataca pe cruciați, însă au fost respinși cu pierderea a 200 dintre el. În continuare, turcii au trimis mesaje sultanului Kilij Arslan (aflat sub zidurile orașului Melitene), implorându-l să se întoarcă la Niceea; de îndată ce sultanul a realizat puterea cruciaților, s-a întors în grabă. Avangarda trupelor turcești a fost surprinsă și zdrobită de către trupele cruciate ale lui Raymond și Robert de Flandra în 20 mai, iar în 21 mai, armata cruciată l-a înfrânt pe Kilij într-o luptă decisivă care a durat până târziu în noapte. Pierderile au fost mari de ambele părți, iar sultanul a fost nevoit să se retragă, în ciuda rugăminților celor din Niceea. Restul cruciaților a sosit pe parcursul aceleiași luni, conduși de Robert Curthose, urmat de Raoul de Guader și Ștefan de Blois, ajunși la începutul lui iunie. Între timp Raymond de Saint-Gilles și Adhemar de Le Puy au construit o puternică mașină de asediu, care a fost deplasată până la turnul Gonatas, însă efectele s-au lăsat așteptate.

## Sosirea bizantinilor
Împăratul bizantin  Alexios I Comnen era hotărât să nu îi însoțească pe cruciați, însă trupele sale au pornit în spatele acestora și și-au stabilit tabăra la Pelecanum. De acolo, basileul a trimis bărci pentru a-i sprijini pe cruciați să blochete lacul Ascanius, care până atunci era utilizat de turcii pentru a aproviziona Niceea. Bărcile au sosit pe 17 iunie, sub comanda generalului Manuel Boutoumites. De asemenea, împăratul l-a trimis și pe generalul Tatikios, în fruntea a 2.000 de infanteriști. Alexios i-a dat instrucțiuni lui Boutoumites de a negocia în secret capitularea orașului, fără știrea cruciaților. La rândul său, Tatikios a fost instruit să se alăture cruciaților și să atace direct zidurile Niceei, odată cu Boutoumites, astfel încât să lase impresia că bizantinii au fost cei care au capturat orașul. Operațiunea a reușit întocmai, astfel că la 19 iunie apărătorii turci s-au predat generalului Boutoumites.
Când cruciații au descoperit manevra lui Alexios, au reacționat vehement, dat fiind că ei sperau să poată jefui Niceea, fiind în căutare de bani și provizii. Cu toate acestea, Boutoumites a fost numit dux de Niceea și, în această calitate, a interzis cruciaților să intre în oraș în grupuri numărând mai mult de zece persoane. Boutoumites i-a alungat totodată și pe generalii turci, pe care îi considera ca nefiind de încredere (pe bună dreptate, deoarece aceștia încercaseră sp îi ia ostateci pe ghizii bizantini). Familia lui Kilij Arslan a fost trimisă la Constantinopol, de unde va fi până la urmă eliberată în schimbul unei răscumpărări. Alexios le-a oferit cruciaților bani, cai și multe cadouri, însă aceștia nu au fost mulțumiți, considerând că ar fi obținut mult mai mlt dacă Niceea li s-ar fi predat lor. De asemenea, Boutoumites nu le-a permis să plece mai departe dacă ei nu ar fi acordat jurământul de fidelitate către basileu (în cazul în care nu făcusera deja acest lucru la Constantinopol). Ca și anterior, Tancred de Tarent a refuzat într-o primă fază, după care a fost nevoit să se supună solicitării bizantine.

## Urmări
Cruciații au părăsit Niceea la 26 iunie, în două grupuri: Bohemund de Tarent, Tancred de Tarent, Robert de Flandra și Tatikios formau avangarda, iar Godefroy de Bouillon, Balduin de Boulogne, Ștefan de Blois și Hugue de Vermandois se aflau în ariergardă. Tatikios a primit instrucțiuni în sensul de a asigura returnarea orașelor cucerite către Imperiu. Atmosfera era plină de entuziasm, iar Ștefan de Blois scria soției sale, Adela de Normandia că se aștepta să ajungă la Ierusalim în doar câteva săptămâni. Pe 1 iulie, ei l-au înfrânt încă o dată pe Kilij Arslan în bătălia de la Dorileea și până în octombrie au ajuns la Antiohia; ei nu vor ajunge la Ierusalim decât la doi ani după părăsirea Niceei.